# José Vales
José Vales (General San Martín, Buenos Aires, 26 de marzo de 1962) es un periodista y escritor argentino.

## Biografía
Nació en 1962, en General San Martín, provincia de Buenos Aires. Fue corresponsal en Sudamérica y en Europa de varios medios latinoamericanos. Sus coberturas y sus investigaciones lo hicieron acreedor de los más destacados premios internacionales, como el premio María Moors Cabot en el 2007, que entrega la Universidad de Columbia y el premio Ortega y Gasset en España, en el año 2001.
Es autor del libro Ricardo Cavallo, Genocidio y Corrupción en América Latina, cuyo disparador fue la investigación que publicó en el diario mexicano Reforma en 2000 y que logró descubrir la verdadera identidad de un represor de la Escuela de Mecánica de la Armada (ESMA) durante los años de la última dictadura militar en Argentina. Su segundo libro es Un ladrón para recomendar (El tesoro mejor escondido del crimen argentino).
Después de realizar todo tipo de trabajos desde muy adolescente, Vales, trabajó en la editorial Perfil de Buenos Aires y en los diarios La Gaceta y El Independiente de la provincia de La Rioja, en su país. Y en las agencias de noticias Télam, Dyn, EFE y Ansa, en Buenos Aires, México, París y Sao Paulo. Además, trabajó en la Revista Cambio de Gabriel García Márquez y publicó en varios de los principales medios latinoamericanoscomo así también, sus crónicas y sus análisis fueron publicados en distintos medios hispanoparlantes y, en Brasil, España, Francia e Italia. 
Estudió periodismo y Comunicación Social en la Universidad Nacional de Lomas de Zamora siendo becado en el programa Journalistes in Europe durante en el año 1996 aparte de profesor ayudante en la facultad de Lomas de Zamora e invitado en la Universidad Di Tella de Buenos Aires. Fue corresponsal de Reforma, saliendo en el 2001 para ingresar a El Universal, también de México, con las mismas funciones en Sudamérica hasta la actualidad. Brindó conferencias en seminarios y universidades sobre la política latinoamericana y el periodismo. En los últimos 36 años ha cubierto los principales hechos políticos de América Latina, lo que le valió el reconocimiento internacional.
Las coberturas del conflicto zapatista en México en 1994, y la de la seguridad social en Francia en 1995 o La de Brasil en 1998 seguida de la de Argentina en el 2001. La salida de Alberto Fujimori de Perú o el frustrado golpe contra Hugo Chávez en Venezuela en 2002, lo tuvieron como testigo directo y en plena labor.
Su primer libro es considerado una referencia en materia de investigación periodística, en el terreno de lo que fue el terror dictatorial en Argentina y la corrupción en ese país.
En 2002 recibió una mención especial por sus trabajos en derechos humanos del ICIJ (International Consortium Investigative Journalistes).
En 2012 fue premiado por el Latin American Studies Association (LASA) por su contribución y al debate público en América Latina.
Desde el 2015 publica sus artículos y relatos en distintos medios latinoamericanos, como El Telégrafo y Ecuador en Vivo (Ecuador), La Silla Rota (México), El Debate (España), El Cronista Comercial (Argentina) o en su página www.valesxloquedices.com